# Johannes a Leydis
Johannes a Leydis ofwel Jan Gerbrandszoon van Leiden was een Nederlandse kroniekschrijver uit de vijftiende eeuw. A Leydis overleed in 1504.
Over de levensloop van Johannes a Leydis is weinig met zekerheid bekend. Naar alle waarschijnlijkheid was hij afkomstig uit een familie van poorters uit Leiden. Vóór 1455 trad hij in het klooster van de Karmelieten in Haarlem. In 1476 werd hij benoemd tot prior van dit klooster, maar al in 1479 vinden we hem als prior te Woudsend in Friesland. Het schijnt dat het tijdens de strijd van Schieringers en Vetkopers slecht gesteld was met de kloostertucht. A Leydis probeerde deze te hervormen, maar kennelijk stootte hij op zoveel weerstand dat hij in 1480 het veld moest ruimen. Uit de bronnen blijkt dat A Leydis in 1495 weer in het Haarlemse klooster vertoefde in de functie van supprior. In 1504 stierf A Leydis te Haarlem.
Tijdens de Hoekse en Kabeljauwse twisten ging A Leydis' voorkeur uit naar de Hoekse partij. Zijn sympathieën lagen in het bijzonder bij de familie Brederode en de abdij van Egmond.

## Geschiedwerk
Johannes a Leydis is vooral bekend als historicus. Hij schreef de volgende werken:
- Chronicon comitum Hollandiae et episcoporum Ultraiectensium, een kroniek van de graven van Holland en bisschoppen van Utrecht. De eerste redactie van dit werk is alleen in handschriften overgeleverd en werd geschreven tussen 1467 en 1469. De tweede redactie, aangevangen tussen 1485 en 1494, werd voor het eerst uitgegeven door Franciscus Sweertius en in Frankfurt gedrukt: Rerum Belgicarum Annales chronici et historici de bellis (1620, p. 1-349).

- Opusculum de gestis regalium abbatum monasterii sancti Athalberti ordinis sancti Benedicti in Egmonda, een kroniek van de abten van Egmond. Geschreven tussen 1477 en 1484 in opdracht van abt Nicolaus van Adrichem.[1] Gepubliceerd door Antonius Matthaeus III: Chronicon Egmundanum, seu Annales regalium abbatum Egmundensium, Leiden 1692. Vertaling door Kornelis van Herk, conrector van de Latijnse School te Alkmaar: Jan van Leyden, Kronyk van Egmond, of Jaarboeken der Vorstelijke Abten van Egmond, in 't Latijn beschreeven [...], overgezien, vervolgt, en met de vertaalinge der grafschriften verrijkt [...], vermeerdert met een lijst van de donatien, en de naamen der geenen, die in d' Abdije begraaven zijn, Alkmaar: Simon van Hoolwerf, 1732. Dit deel bevat verder een voorrede van Simon Eikelenberg en 'Getuigenissen' van Gerardus Vossius uit diens 'Boek der Latijnsche Historischrijveren') en van Marcus Zuerus Boxhornius, uit: Toneel ofte bexchrijving der Steden van Hollandt (1634). Voor de verklaring van de naam Egmond verwijst Eikelenberg naar Boxhornius en naar de valse Rijmkroniek van Klaas Kolijn, gedrukt in 1719, die op het moment dat hij de tekst schreef nog niet gepubliceerd was. De vertaling van Kornelis van Herk is via google books beschikbaar. Een nieuwere uitgave is: V.J.G. Roefs, De Egmondsche abtenkroniek van Iohannes a Leydis 0. Carm. (diss. Nijmegen), Sittard 1942, pp. 115-238.

- Cronica illustrium dominorum de Brederueden, een kroniek van de heren van Brederode. Geschreven tussen 1483 en 1486. Van dit werk bestaat ook een Middelnederlandse versie, getiteld Kroniken ende gesten des edele ende hoochgeboren heeren van Brederode in Hollandt. De verhouding tussen beide versies is onduidelijk. De Nederlandse tekst werd gepubliceerd door Antonius Matthaeus III, in Veteris Aevi Analecta, dl. 2 (1698), herdruk in dl. 1, 1738, pp. 587-740. De Latijnse versie is te vinden in: W. Jappe Alberts en C.A. Rutgers, Cronica illustrium dominorum de Brederueden, Groningen/Djakarta 1957, pp. 1-114.

Het werk van Johannes a Leydis genoot vrij grote bekendheid in de eerste helft van de zestiende eeuw en werd als bron gebruikt door vroege humanistische historici als Cornelius Aurelius en Reinier Snoy. Later begon de kritiek op A Leydis' gewoonte om fabelachtige verhalen in zijn werk op te nemen toe te nemen, het meest fel van de kant van Janus Dousa sr.: "Dit ongespitst gescut, dees' flitzen sonder stael / Jan Gerbrantsen seg' ic, die tspel heeft teenenmael / Verwert, verlorrendraeyt mit zo veel blinde schoten."

## Secundaire literatuur en andere bronnen
- Romein, J.M. (1932) Geschiedenis van de Noord-Nederlandsche geschiedschrĳving in de Middeleeuwen. Bĳdrage tot de beschavingsgeschiedenis, Tjeenk Willink (Haarlem)
- Roefs, V.J.G. (1942) De Egmondsche abtenkroniek van Iohannes a Leydis O.Carm., Alberts (Sittard). Bevat een goede biografie van A Leydis en een uitgave van de Egmondse abtenkroniek.
- Alberts, W.J., Rutgers, C.A. (1957) Johannes a Leydis. Cronica illustrium dominorum de Brederueden (Fontes minores medii aevi 5-6), Wolters (Groningen). Een uitgave van de kroniek van de heren van Brederode.
- Ebels-Hoving, B. (1985) ‘Johannes a Leydis en de eerste humanistische geschiedschrijving van Holland’, in: Bijdragen en mededelingen betreffende de geschiedenis van Nederland 100, 26-51
- Narrative Sources database